# Idiodes saxaria
Idiodes saxaria là một loài bướm đêm trong họ Geometridae.